# Pokémon Trading Card Game (игра)
Pokémon Trading Card Game (яп. ポケモンカードGB покэмон ка:до дзи: би:) — компьютерная игра, разработанная студией Hudson Soft и изданная Nintendo для портативной игровой системы Game Boy Color. Игра является симулятором коллекционной карточной игры Pokémon и вышла в декабре 1998 года в Японии, а два года спустя — в США и Европе. В игре присутствуют карты из первых трёх наборов коллекционной карточной игры, кроме того, в ней присутствуют карты, которые в реальности не выпускались.
Игра получила достаточно высокие отзывы у критиков и была крайне успешной: за первый год продаж в Америке было продано более 1,5 миллионов копий.

## Геймплей

### Навигация
Игрок управляет героем по имени Марк (хотя он может дать ему любое имя на своё усмотрение). В игре есть несколько локаций, перемещение между которыми происходит через карту мира — своеобразное меню, где идёт выбор места, куда протагонист пойдёт. В каждой локации есть неигровые персонажи, многих из которых можно вызвать на карточный поединок. По аналогии с играми основной серии Pokémon игрок должен получить восемь Мастеров Клубов, сильных игроков, получив их значки, а затем и четырёх Великих Мастеров.

### Боевая система

Скриншот, показывающий карточный поединок. Снизу изображён покемон игрока, сверху — покемон соперника

В поединке участвуют два игрока, у каждого есть в колоде по 60 карт. Карты делятся на несколько видов: карты покемонов, карты эволюций, карты энергии и тренерские карты. В колоде обязательно должно быть несколько карт энергии, без которых покемоны неспособны использовать свои способности, кроме того, они бывают восьми видов — разные виды покемонов используют разные виды карт энергии. Тренерские карты по-разному влияют на ход битвы. Карты эволюции позволяют на определённом этапе развивать покемонов в более сильные формы. Неэволюционировавшие покемоны называются «основными», и только их можно вводить в битву.
В начале битвы игроки перетасовывают колоды, а затем каждый берёт из своей по семь карт. Если среди этих семи карт нет ни одного «основного» покемона, карты возвращаются в колоду и перетасовываются заново, а затем опять берётся семь карт. Кроме того, каждый игрок на свою половину вытаскивает от двух до шести карт (в зависимости от поединка) — это так называемые «призы». Каждый игрок выставляет свою карту покемона на поединок. У каждого покемона есть способности, благодаря которым можно атаковать соперника, нанести ему статусный эффект или по-другому повлиять на ход битвы, но, чтобы их использовать, нужно дать покемону карту энергии, если у покемона есть нужное количество определённых карт энергии, он может её использовать. За ход можно давать покемону только одну карту энергии. У покемонов есть тип: он может быть уязвим или устойчив к определённого вида атакам. Во время хода можно также использовать тренерскую карту или выставить на поле боя другого покемона, который не будет сражаться, но им можно будет при определённых условиях заменить сражающегося, всего на поле может быть максимум шесть покемонов с каждой стороны. У каждого покемона есть очки жизни, при их полной утрате покемон вместе со всеми картами энергии, которые у него есть, отправляется на «кладбище». Чтобы покемон эволюционировал, требуется положить на покемона соответствующую карту эволюции, у которой другой внешний вид и лучшие способности. Превращать покемонов можно только раз за ход, кроме того, есть условие, что покемон должен находиться в бою уже ход как минимум.
Если игрок побеждает вражеского покемона, то он должен взять один из своих призов. Побеждает в поединке тот, кто взял все свои призы или победил всех покемонов соперника.

### Карты
Всего в игре присутствует 226 видов карт, которые включают в себя карты из первых трёх наборов реальной карточной игры, а также карты, которых в реальной жизни не существует. Если игрок побеждает в поединках, ему выдаются бустеры, пакеты, в которых случайным образом разложены карты. С помощью инфракрасного порта на Game Boy Color игроки могут меняться картами или сражаться друг с другом. Если игроки меняются картами, им становится доступной функция Card Pop!, которая позволяет получить недоступные в игре карты.  Game Boy Printer позволяет печатать изображения карт на специальной бумаге.

## Разработка и выпуск
Pokémon Trading Card Game разработана командой разработчиков Hudson Soft и вышла в Японии в декабре 1998 года под названием Pokémon Card GB (яп. ポケモンカードGB покэмон ка:до дзи: би:), за месяц до того, как появилась английская версия карточной игры. В сентябре 1999 года Nintendo анонсировала английскую версию игры и её название: Pokémon Card. Хотя изначально игру планировали выпустить зимой, игру выпустили в апреле 2000 года: сайт IGN предположил, что это связано с усилиями компании по локализации Pokémon Stadium для Nintendo 64, потому выход игры на западный рынок отложили. В феврале 2000 года игру показали на ярмарке игрушек в Нью-Йорке, кроме того, там были анонсированы Pokémon Gold и Silver, а также анимационный полнометражный фильм «Покемон 2000». Когда игра вышла, при покупке с ней шла в комплекте эксклюзивная карта покемона Мяута.
В игре присутствуют виды карт, отсутствующие в реальности: Дитто из набора Fossil Set и Электрод из набора Base Set. В игре в эпизодических ролях появляются президент The Pokémon Company Цунэкадзу Исихара и музыкант Томоаки Имакуни под своим псевдонимом Imakuni?

## Отзывы и популярность
| Сводный рейтинг    | Сводный рейтинг |
| Агрегатор          | Оценка          |
| ------------------ | --------------- |
| GameRankings       | 81,25 %         |
| Иноязычные издания |                 |
| Издание            | Оценка          |
| GameSpot           | 7,6 / 10        |
| IGN                | 9 / 10          |
| Nintendo Power     | 8,2/10          |

В Японии к концу 1999 года было продано 607 193 копий игры, что сделало её двадцатой по продажам в этом регионе в то время. В Америке за год после выхода же было продано более 1,51 миллионов копий игры, благодаря чему она стала коммерчески успешной. Игровая пресса хвалила игру, таким образом, Pokémon Trading Card Game получила 81,25 % на сайте GameRankings, что указывает в основном на высокие оценки. GameSpot назвал Trading Card Game «добротной и приятной адаптацией коллекционной карточной игры», заключив, что игровой процесс весьма интересен, хотя и меньше, чем у игр основной серии, так как «собирать все 226 кусков картона не так весело, как ловить все виды покемонов». IGN, в свою очередь, решил, что эту игру стоит брать, поскольку в ней очень хорошо переданы ощущения от карточной игры. Сайт назвал сюжет «примитивным», а игровой процесс «сильно зависящим от везения», тем не менее, добавив: «можете любить или ненавидеть этих проклятых покемонов… Но если Nintendo продолжит делать игры этой серии с таким высоким качеством, эти существа забудутся ещё очень не скоро». В статье-ретроспективе, посвящённой серии игр Pokémon, тот же IGN написал, что «если бы мы могли попросить Nintendo развить какой-нибудь спин-офф серии, то это точно была бы Trading Card Game».